# Mistr oltáře ze Štětí
Mistr oltáře ze Štětí, uváděný v literatuře také jako Mistr Doksanské archy nebo také Mistr Oltáře z Dohny (před r. 1500? Freiberg – kolem 1540 Čechy) byl anonymní řezbář působící v severozápadních Čechách v letech 1524–1540. Od roku 1531 spolupracoval s malířem označovaným jako Mistr Slavětínského oltáře.

## Život
Jméno autora se odvozuje od jeho nejkvalitnějšího díla, Oltáře ze Štětí, nebo jiného známého díla, Oltáře z Doksan (1524). Ve starší literatuře je sochař uváděn jako "Mistr Želenické madony", původem pravděpodobně ze Saska. Walter Hentschel (cit. Ševčíková J, Ševčík J, 1976) se domníval, že je sochař identický s "Mistrem oltáře z Dohny" (a snad s řezbářem Georgem Hörzelem?), který je doložen v Pirně (1517–1519) a byl autorem řady oltářů v okolních obcích (Struppen, Markersbach, Dohna, Reinharsdorf). Podle této studie mohl pod tlakem německé reformace po roce 1522 přesídlit do severozápadních Čech, kde probíhala intenzivní stavební činnost podnícená rozvojem těžby kovů a panovalo zde tolerantnější náboženské klima. V Čechách působil nejprve v Krušnohoří a okolí Loun, později v oblasti Litoměřic a ve středních Čechách. Předpokládá se, že jeho dílna mohla být od 30. let v Litoměřicích.
V Čechách byl sochař většinou označován jako "Mistr Doksanské archy", po restaurování kvalitního oltáře ze Štětí, který mu byl připsán, je nověji uváděn jako "Mistr oltáře ze Štětí".

## Dílo
Sochaře ovlivnila saská řezbářská škola a práce z okruhu dílny Tilmana Riemenschneidera a patrně také starší freiberská plastika (známa z fotografií před r. 1945, nezachováno). Pravděpodobně znal kamennou Madonu z freiberského dómu (dnes v kapli sv. Anny) a reliéfy z kazatelny v Pirně, připsané Franzi Maidburgovi. Freiberská Madona je zdařilou variantou Riemenschneiderovy berlínské Madony. Tím lze vysvětlit zprostředkovaný vliv Riemenschneiderovy tvorby na řezbářské dílo Mistra oltáře ze Štětí. To platí zejména pro Madonu z Markersbachu, nebo sochu Krista ze sbírky Národní galerie, který opakuje téměř detailně drapériové schéma Riemenschneiderova sv. Judy Tadeáše z dómu ve Würzburgu (Zmrtvýchvstalý Kristus, Národní galerie v Praze).. K němu typově přísluší i socha sv. Doroty ze Želenic a Madona z Doksanské archy. Mistr Oltáře ze Štětí od svých vzorů přejímá pouze formální struktury, ale postrádá smysl pro monumentální formu a jeho figury se vyznačují určitou strnulostí.
Prvním datovaným dílem autora je oltářní skříň z Dohny z roku 1518. Již v tomto díle se vyhranil rys, charakteristický pro jeho další tvorbu - zvláštní "neženská" typika ženských obličejů. V reformním prostředí Čech se od 30. let v sochařství prosazovala tendence k redukci hmoty, dekorativnímu manýristickému prohnutí těl a rozvinutí tvaru v nízkém reliéfu. Tomu se přizpůsobil Mistr oltáře ze Štětí v případě Slavětínského oltáře (1531) a Oltáře z Doksan (1534). V plastickém ztvárnění figur je charakteristická změna fyziognomie, změkčilý a melancholický výraz, dekorativní řezba vlasů a vousů a zdůrazněné kresebné detaily tváří. Renesanční sloh, spojený s návratem k plastickému tvaru, se v díle tohoto řezbáře objevuje až v oltářích ze Štětí a Zbraslavi.

### Díla připsaná autorovi

#### Oltář z Dohny
Křídlový oltář z roku 1518 z utrakvistického kostela Panny Marie v Dohně. Ve střední skříni jsou pod vyřezávaným obloukem s rozvilinami a rostlinnou ornamentikou umístěny na řezaných podstavcích tři plnoplastické sochy: Panna Marie, sv. Kateřina a sv. Barbora. Na křídlech jsou nízké reliéfy se sv. Markétou a sv. Dorotou, na reliéfní predele je výjev se stětím sv. Jana Křtitele. V oltářním nástavci jsou umístěny sochy sv. Jana Evangelisty, Nejsvětější Trojice a sv. Vavřince. Zadní strana křídel je malovaná. Socha Madony přejímá jako kompoziční vzor Maidburgovu sochu z freiberského dómu jen s menšími odchylkami.

#### Oltář z Markersbachu
Z oltáře, který se stal obětí požáru, zůstaly zachovány pouze sochy z hlavní skříně (Madona, sv. Marie Magdaléna a sv. Kateřina), nástavce (Bůh Otec, sv. Petr a sv. Pavel) a jeden poškozený reliéf s Klaněním tří králů. Oltář je nyní ve sbírce Albertina, Staatliche Kunstsammlungen Dresden.

#### Oltář z Reinhardtsdorf-Schöna
Křídlový oltář z roku 1521 ve vesnickém kostele v obci Reinhardtsdorf-Schöna je věnován sv. Anně Samotřetí, která je ve střední části vyobrazena v nízkém reliéfu. Na reliéfních křídlech jsou sv. Václav a sv. Vít (vlevo) a sv. Martin a sv. Mikuláš (vpravo).

#### Oltář sv. Václava z Libkovic
Oltářní triptych z doby po roce 1521, s řezanými figurami sv. Václava, sv. Vavřince a sv. Urbana (střed), sv. Martina (vlevo) a sv. Víta (vpravo). Ze zaniklé obce Libkovice byl oltář převzat do správy NPÚ a umístěn v děkanském kostele Nanebevzetí Panny Marie v Mostě.

#### Zmrtvýchvstalý Kristus
Plně plastická polychromovaná socha Vítězného Krista pochází z doby po roce 1521. Původ sochy, kterou roku 1923 zakoupila Národní galerie v Praze ze soukromé sbírky, není znám.

#### Sv. Dorota a Madona ze Želenic
Socha sv. Doroty, provedená v nízkém reliéfu, tvořila patrně jedno z křídel oltáře se sv. Madonou. Socha je poškozená, se stopami polychromie. Madona ve skladbě drapérie opakuje typ Madon Tilmana Riemenschneidera, ale její tvář vychází ze saských vzorů a je stejného typu jako sv. Dorota. Obě sochy byly nalezeny v kostele sv. Václava v Želenicích u Mostu, převedeny do správy NPÚ a nyní jsou umístěny v děkanském kostele Nanebevzetí Panny Marie v Mostě.

#### Sv. Dorota z Ústí nad Labem
Reliéfní vzadu seříznutá socha o výšce 118 cm je zdobená polychromií a zlacením. S předchozími sochami se shoduje v modelaci hlavy, řezbě vlasů i typu drapérie. Socha, pocházející ze špitálního kostela sv. Materny, později nalezená na půdě děkanského kostela v Ústí, je patrně fragmentem oltářního retáblu a její vznik je datován do doby před rokem 1530.

#### Archa se svatostánkem z Litoměřic

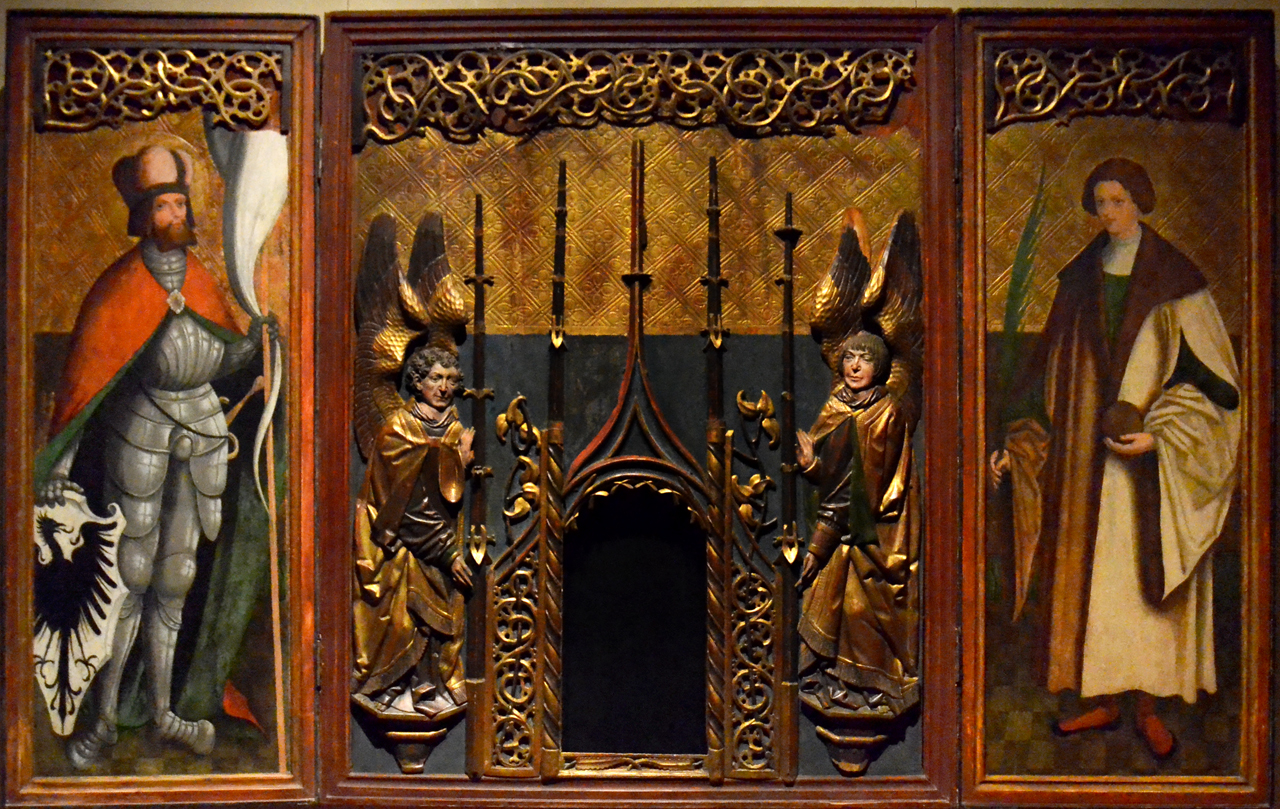
Mistr oltáře ze Štětí, Mistr Slavětínského oltáře: Archa se svatostánkem v Litoměřicích (1530)

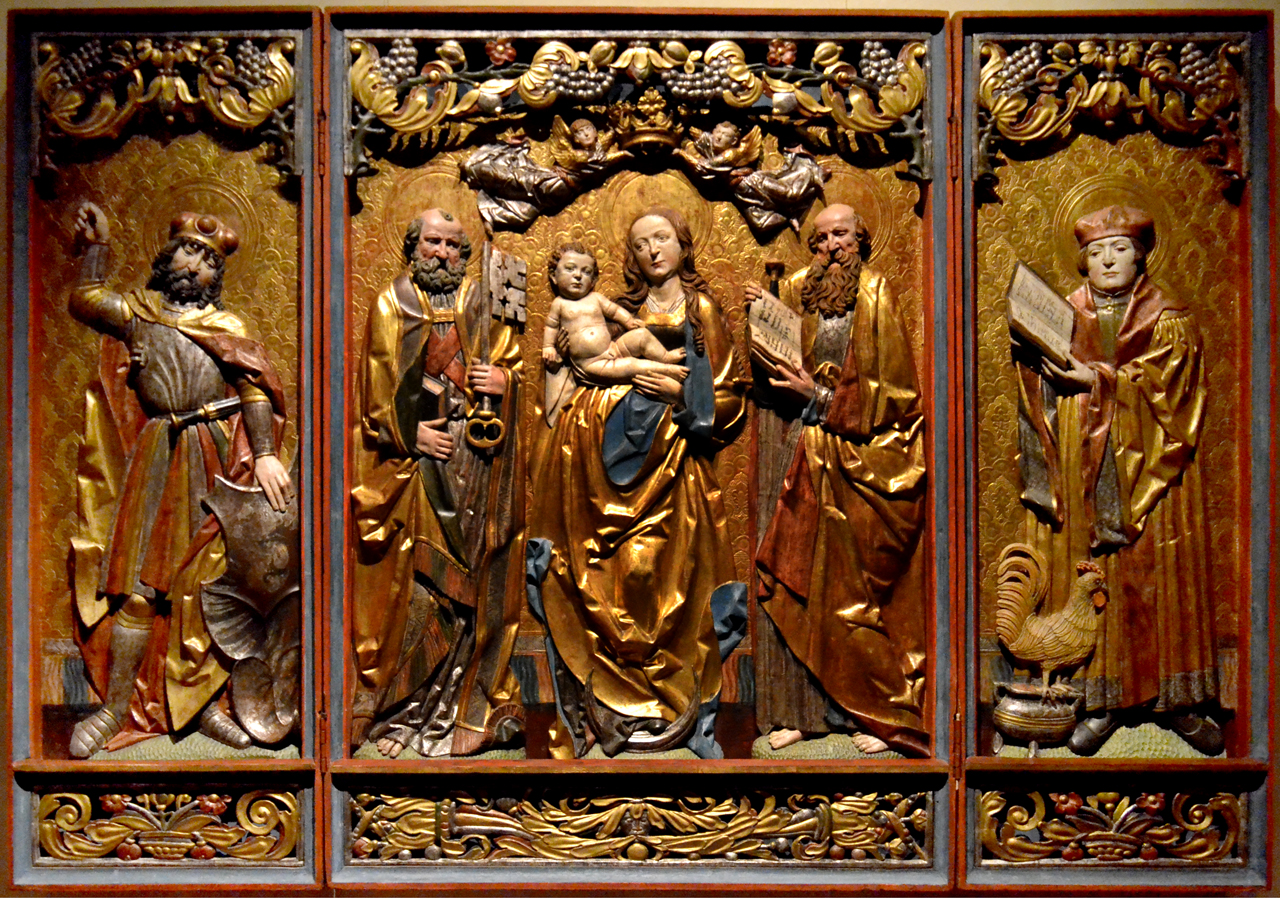
Mistr oltáře ze Štětí: Archa z Doksan (1524)

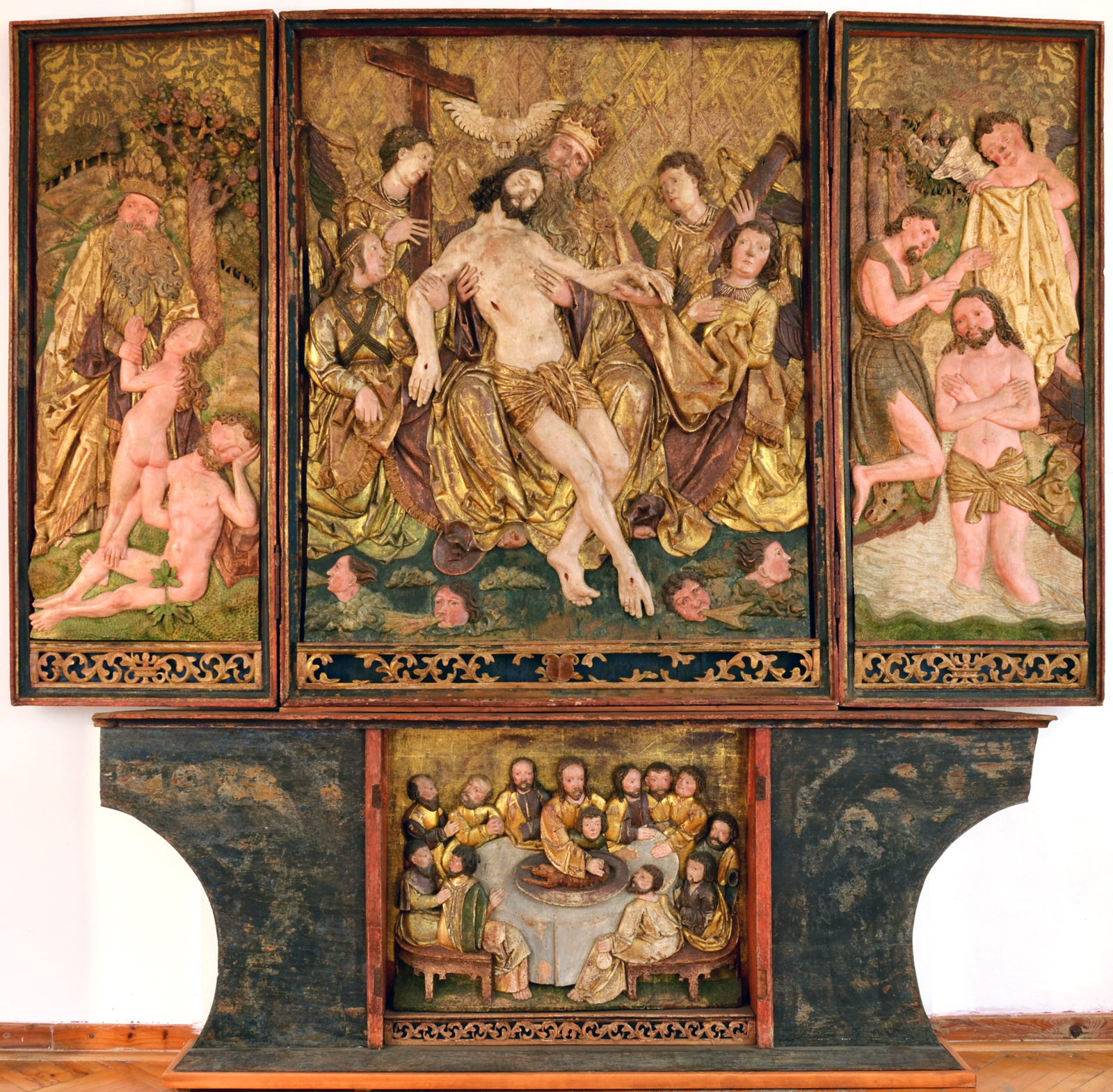
Mistr oltáře ze Štětí, Archa ze Štětí (1520–1530), SGVU v Litoměřicích

Třídílný křídlový oltář se střední vyřezávanou deskou a dvěma pohyblivými oboustranně malovanými křídly z let 1520–1530. Malířská část je dílem Mistra Slavětínského oltáře. Ve středu utrakvistického oltáře je dvojice andělů na konzolách a svatostánek s otvorem určeným k vystavení svátosti Těla Páně. Řezbářská část je provedena v nízkém reliéfu, polychromována a zlacena. Řezba je hrubší než u Slavětínského oltáře a je patrně prací dílenského spolupracovníka. Oltář pochází z fondu diecézního muzea v Litoměřicích a byl sestaven až v letech 1957–1959.

#### Madona z Počedělic
Počedělická Madona je drobná reliéfní socha z tamního kostela. K dílu Mistra oltáře ze Štětí je řazena pro společné znaky (typ obličeje, drapérie) s Madonami z Dohny a Doksan.

#### Slavětínský oltář
Tento oltář je přesně datován rokem 1531 a pro svou malířskou část je považován za nejvýznamnější dílo Mistra Slavětínského oltáře. Jde o největší zachovaný kališnický oltář v Čechách (1050 x 410 cm). Mistr oltáře ze Štětí vytvořil střední reliéf s tabernáklem a dvojicí andělů, predelu se scénou Poslední večeře a vysoký bohatě zdobený nástavec se sochami sv. Jakuba Většího, kterému je kostel zasvěcen, sv. Petra a sv. Pavla. Oltář se nachází v kostele sv. Jakuba Většího ve Slavětíně, sochy nástavce a predella jsou uloženy v depozitáři Arcibiskupství pražského.

#### Doksanský oltář
Z trojdílné řezané oltářní archy se zachovala střední část (162 x 116,5 cm) i obě pohyblivá křídla (162 x 58 cm), na vnější straně malovaná. Asumpta na půlměsíci, korunovaná dvěma anděly, stojí mezi apoštoly, kterým byl kostel zasvěcen: sv. Petrem a sv. Pavlem. Madona svou tvrdou lineární stylizací reflektuje pozdní díla Tilmana Riemenschneidera a patří k jedněm z posledních kvalitních děl tzv. "lámaného slohu" v Čechách. Na levém křídle oltáře je vyobrazen sv. Václav, na pravém sv. Vít. Řezaná ornamentální výzdoba, která lemuje spodní část oltáře a horní část reliéfů, je již renesanční. Oltář z kláštera premonstrátek v Doksanech pochází z roku 1524 nebo 1534 a je nyní ve sbírce Strahovského kláštera.

#### Archa ze Štětí
Rozměrný křídlový oltář sestává z centrální části, dvou pohyblivých křídel s řezanými, polychromovanými a zlacenými plastickými reliéfy a predely s reliéfem Poslední večeře. Zadní strana křídel je malovaná, s postavami sv. Václava a sv. Ludmily z dílny Mistra Slavětínského oltáře. Centrální deska je dílem Mistra oltáře ze Štětí, zatímco méně kvalitní reliéfy na křídlech jsou patrně dílem pomocníků.
Výjev ve střední části je proveden až do detailů podle grafické předlohy z Malých Pašijí Albrechta Dürera a zobrazuje Trůn milosti - Boha Otce držícího v klíně mrtvého Krista. Kromě holubice, symbolizující Ducha svatého, provázejí ústřední dvojici figur čtyři andělé, z nichž dva nesou nástroje Kristova umučení a dva přidržují roucho Boha Otce. V dolní části je alegorické znázornění čtyř živlů. Na levém křídle je vyobrazeno stvoření Evy z Adamova žebra a Strom poznání ve stylizované krajině. Pravé křídlo zobrazuje křest Krista s Janem Křtitelem a žehnajícím Bohem. Reliéfní výjev Poslední večeře v predele je také proveden podle grafického listu z cyklu Malé Pašije Albrechta Dürera.
Oltář, který je dlouhodobě zapůjčen do SGVU v Litoměřicích, byl nalezen v pozdně barokní kapli Nejsvětější Trojice ve Štětí a v letech 1998–2000 restaurován.

### Další díla připisovaná autorovi nebo dílně
- Oltář Panny Marie s rodokmenem Krista, kostel sv. Havla, Zbraslav
- Čtyři světci z křídel nedochovaného oltáře z galerie kláštera v Oseku
- Oltář Korunování Panny Marie v kapli sv. Jana Křtitele v Ledcích u Smečna
- Madona z kostela čtrnácti sv. pomocníků v Lounech
- Oltář z kostela sv. Petra a Pavla v Dubanech
- Reliéfy sv. Kateřiny a sv. Barbory z nezachovaného oltáře neznámého původu, kostel Nanebevzetí Panny Marie v Mostě